# Zaphod Beeblebrox
Zaphod Beeblebrox Douglas Adams Galaxis útikalauz stopposoknak című sci-fi sorozatának főszereplője, akit Adams egy cambridge-i kortársa, Johnny Simpson alapján mintázott.

## Szerepe
Zaphod Beeblebrox egy könnyelmű, önimádó és idiotizmusra hajlamos galaktikus playboy. Ő a Pángalaktikus Gégepukkasztó feltalálója, és egy ideig a Galaxis elnöke. A Betelgeuse bolygóról származik, másod-unokatestvére Ford Prefect.
Az Arany Szív űrhajó avatási ünnepségén hirtelen ötlettől vezérelve ellopja a hajót, majd egy islingtoni bulin meghívja rá Trilliant, aki éppen akkor ismerkedett meg Arthur Denttel. Később Arthur és Ford is az Arany Szívre kerülnek, és együtt járják be a Galaxist.

## Külseje
A szereplőnek két feje és három karja van, ennek magyarázata a Galaxis-franchise során eltérő. Az eredeti Galaxis útikalauz stopposoknak rádiójátékban sosem magyarázták meg a második fej létét, harmadik karjáról annyi derült ki, hogy hat hónappal Trilliannel való találkozása előtt növesztette. A regény szerint harmadik karja azért jött létre, hogy segítse jobb kezét a sí-bokszolásban. Az eredeti rádiójáték forgatókönyvében a nyolcadik epizódban Zaphod egy negyedik kart is növesztett. Eoin Colfer, az általa írt Ja, és még valami… című hatodik részben azt írta, Zaphod harmadik karja eredetileg is kinőtt, hogy legyen egy-egy keze a három mellű Eccentrica Gallumbit minden melléhez.
Az Infocom játéka és a televíziós sorozat szerint Zaphod a Földre látogatásakor elrejtette második fejét egy madárkalitkában. A Vendéglő a világ végén című regényben Zaphod dédapja szellemének szintén két feje volt. A 2005-ös mozifilm változat az egyetlen, mely magyarázatot ad a második fejre: a film azt sugallja, hogy Zaphod maga hozta létre a második fejét, hogy kizárja agyának, illetve személyiségének azon részeit, melyek „nem elég elnökiek”, és mivel ezt a kis csalást titokban akarta tartani, második fejét elrejtve „hordta” sál vagy nagy méretű gallér alá rejtve.
Zaphod harmadik karja általában rejtve marad a ruházata alatt, úgy tűnvén, hogy azt a második fej irányítja. A Ja, és még valami… című kötetben utalnak rá, hogy Zaphod nyakára sebészeti úton ültettek egy női fejet, mielőtt rájött volna, hogy egy második fej sokkal jobb, mintha szeretnie kéne a nőt. Ekkor a női fejet lecserélte saját fejének másolatára.
Beeblebrox általában egyedi öltözéket visel, mely fényes és egymástól elütő színű, hogy mindig kiríjon a tömegből és ő legyen a középpont, bárhol is van. A televíziós sorozatban mind a hat epizód során ugyanazt viseli, a mozifilmben ezzel szemben ruháinak stílusa és színe több alkalommal változik, azonban mindegyik ízléstelen és figyelemfelkeltő.

## Zaphod a kultúrában
- Az Animal Planet Szurikáták udvarháza című sorozatában az egyik szurikátát Zaphod után nevezték el.
- Ottawában létezik egy Zaphod Beeblebrox nevű pub,[2] mely tulajdonosa a regény elolvasása után nevezte el a bárt a szereplő után.[3]
- A World of Warcraft „Four Heads are Better than None” című kalandjában a játékosoknak négy fejet kell összegyűjteniük, melyek Za, Phod, Beeble és Brox.[4]
- A The 7th Guest című PC-játékban Zaphod Beeblebrox egy csalási kód, mellyel a játékosok hozzáférnek a játék valamennyi szobájához és rejtvényéhez.
- Az Escape Velocity című Macintosh-játékban szerepel a Beeblebrox bolygó a Zaphod rendszerben. A bolygó leírásában szerepel az alábbi utalás: „Ha van két fejed, három karod és némi egó-problémád, ne utazz a Beeblebroxra; ki fognak nevetni, és unalmasnak és nem eredetinek fognak találni.”